# アルサンジャーン
アルサンジャーン（ペルシア語: ارسنجان, Arsanjān/Arsenjān/Arsinjān）'とは、イランのファールス州アルサンジャーン郡中央地区の都市で、地区と郡の中心都市に定められている。アルサンジャーン郡が設置される前は、マルヴダシュト郡に含まれていたアルサンジャーン地区の中心都市に定められていた。。
2016年当時の人口は17,706人、5,284世帯。
標高1,638mに位置する。